# Langue morte
 (décembre 2020).
Si vous disposez d'ouvrages ou d'articles de référence ou si vous connaissez des sites web de qualité traitant du thème abordé ici, merci de compléter l'article en donnant les références utiles à sa vérifiabilité et en les liant à la section « Notes et références ».
Une langue morte ou éteinte est une langue pour laquelle il n'existe plus de locuteurs natifs l'utilisant comme outil de communication dans la vie courante.

## Critères
Les deux nuances « comme outil de communication dans la vie courante » et « sous la forme réputée morte » ont leur importance si l'on veut conserver cette locution contestée (notamment à cause de la métaphore biologique que l'on trouve aussi dans langue vivante, inappropriée) dans l'arsenal conceptuel de la linguistique. En effet :
1. Certains définissent une langue morte par le fait qu'elle n'a plus aucun usager. Ce serait là une définition très restrictive, qui aurait pour effet de limiter l'application du concept aux seules langues anciennes non déchiffrées. En effet, des langues comme l'égyptien ancien et le latin écrit classique ont encore des usagers, ne serait-ce qu'en la personne de ceux qui les étudient ;
2. On sait que les langues se transforment ; dès lors certaines langues réputées mortes doivent être considérées comme vivantes si l'on considère les nouvelles formes qu'elles ont pu prendre ultérieurement. Par exemple, le latin survit de nos jours sous les formes des différentes langues romanes, produits de l'évolution du latin parlé, et l'araméen, longtemps principale langue de communication au Moyen-Orient, vit encore sous plusieurs formes de néo-araméen. Les besoins des conciles, comprenant des interlocuteurs du monde entier dont la seule langue commune certaine était le latin, ont conduit selon le chroniqueur du Monde Pierre Georges à enrichir cette langue de soixante mille mots, dont vis atomica pour « puissance nucléaire » et res inexplicata volans pour « OVNI »[1].

## Évolution des langues
Il y a donc des degrés dans le statut de langue morte, et ce statut peut évoluer. Ainsi, si le latin est généralement considéré comme une langue morte, il n'en reste pas moins qu'elle est toujours la langue officielle de l'Église catholique romaine, après avoir été celle de l'université (on a encore défendu des thèses en latin à la Sorbonne au début du XXe siècle) ; le dernier concile s'est tenu en cette langue, et un peu partout dans le monde, des gens communiquent en latin. Selon un article de Pierre Georges[réf. souhaitée] dans sa chronique du Monde, le latin se serait enrichi de 60 000 termes et locutions au cours des deux derniers siècles ; son article en donne quelques exemples : vis atomica pour « puissance nucléaire », res inexplicata volans pour « objet volant non identifié », etc. Une version de Wikipédia en latin est accessible en ligne. Le grec ancien est sans doute un peu moins vivant. Il s'estompa, d'après Paul Valéry, peu après la Première Guerre mondiale ; voir un homme lire Thucydide dans le texte original 
n'étonnait personne dans sa jeunesse.
Si le statut de langue morte peut évoluer, cela suppose qu'une langue morte peut éventuellement revenir à la vie. L'hébreu est l'exemple type d'une langue "ressuscitée", même si elle n'a jamais été une langue morte : supplantée durant l'Antiquité par l'araméen, elle fut conservée comme langue liturgique, puis utilisée dès le XIXe siècle par les mouvements sionistes, et modernisée par Eliézer Ben Yehoudah — qui consacra la plus grande partie de sa vie à former de nouveaux mots pour les faire rentrer dans la vie quotidienne. Et c'est aujourd'hui à nouveau une langue vivante, principalement utilisée en Israël et dans toute la diaspora juive. Mais d'autres exemples moins spectaculaires de langue ressuscitée existent, comme celui du cornique.

## Langues en transition
Par ailleurs, une langue vivante tendant au statut de langue morte est dite langue en danger ou langue menacée ou encore langue en transition. C'est le cas du mannois, du vote, du live, du kikaï et de bien d'autres. On ne réservera donc pas, comme le font certains, le statut de langue morte aux langues de l'Antiquité (grec ancien, latin, akkadien, sumérien, hittite, hourrite, etc.) ou du haut Moyen Âge (gotique, suève). Des langues peuvent mourir à l'époque moderne ou contemporaine (cas du dalmate).
On devine qu'il y a une corrélation entre le statut de langue morte et les évolutions sociales que connaissent les langues. Ainsi l'égyptien ancien, supplanté par le grec puis par l'arabe, a survécu sous la forme du copte, de plus en plus minoritaire au sein de la société égyptienne.
De nos jours, les linguistes considèrent qu'un nombre important de langues sont en cours de transition du statut de langue vivante à celui de langue morte. En effet, de nombreuses cultures (et les langues qui les accompagnent ou les portent) sont en danger à cause de la diminution du nombre des locuteurs. Le XXIe siècle pourrait ainsi voir disparaître la moitié des langues parlées en l'an 2000, gonflant ainsi rapidement le bataillon des langues mortes. Cependant, l'exemple du gallois montre que certains pays privilégient la préservation d'une langue ancienne sur la peur d'un séparatisme et le coût de l'étude bilingue.

## Préservation
Un des enjeux des langues mortes ou de la disparition des langues reste leur conservation qui passe par la restitution (de manière durable) de leur contenu linguistique. Pour les langues dont on ne dispose plus d'aucun locuteur vivant, l'analyse des documents anciens et le travail du linguiste peut permettre de reconstituer en tout ou partie la langue originale (par exemple, la reconstitution des langues égyptiennes antiques à partir des hiéroglyphes gravés conservés et des liens entre ces langues et leurs descendantes). Pour les langues en cours de disparition ou pour lesquelles les documents (écrits ou enregistrés) sont encore très nombreux, l'enjeu est souvent de constituer des dictionnaires et des grammaires afin de préserver un corpus aussi large que possible (voir, par exemple, les travaux de préservation de certaines langues amérindiennes ou du sud-est asiatique).
Les langues peu répandues ont parfois joué un rôle dans le chiffrement des communications ; ainsi des opérateurs navajos communiquaient-ils par radio dans leur langue lors des opérations du Pacifique pendant la Seconde Guerre mondiale, le contenu de leurs messages restant incompréhensible en cas d'interception par l'armée japonaise.
L'armée française aurait fait de même durant la guerre d'Indochine, en utilisant des opérateurs bretons.